# Ostrinia palustralis
Ostrinia palustralis es una especie de polilla de la familia Crambidae. Tiene una distribución transpaleártica. En Europa, se la puede encontrar desde Suecia en el norte, hasta Italia en el sur, extendiéndose por el este hasta Rusia. Sin embargo, no se la encuentra en la parte occidental de la Península balcánica.
Tiene una envergadura de 29-42 mm.
Las larvas se alimentan de especies de Rumex, incluyendo Rumex hydrolapathum y Rumex aquaticus.